# Рашпиль (Северский район)
Рашпиль — упразднённый хутор в Северском районе Краснодарского края России. На момент упразднения входил в состав Афипского поселкового округа. В 1997 хутор исключен из учётных данных.

## География
Располагалась на правом берегу реки Шепша, в 0,5 км (по прямой) к югу от окраины посёлка Афипский.

## История
Хутор поселён в 1875 году. В 1926 году хутор Рашпиль состоял из 34 хозяйств. В административном отношении входил в состав Георге-Афипского сельсовета Северского района Кубанского округа Северо-Кавказского края.
В связи с планами расширения Афипского газоперерабатывающего завода и тем, что хутор Рашпиль попадал в его санитарную зону, было принято решение об отселении жителей хутора в посёлок Афипский, где для этой цели был выстроен 10-этажный дом по ул. Победы, 4а.
Постановлением Законодательного Собрания Краснодарского края от 30 сентября 1997 года № 714-П хутор исключен из учётных данных.

## Население
По переписи 1926 г. в хуторе проживало 135 человек (66 мужчин и 69 женщин), основное население — молдаване.